# Кингсли, Сидни
Си́дни Ки́нгсли (англ. Sidney Kingsley, настоящая фамилия Киршнер; (22 октября 1906 — 20 марта 1995) — американский драматург, сценарист, продюсер и режиссёр. Лауреат Пулитцеровской премии 1934 года.

## Ранние годы

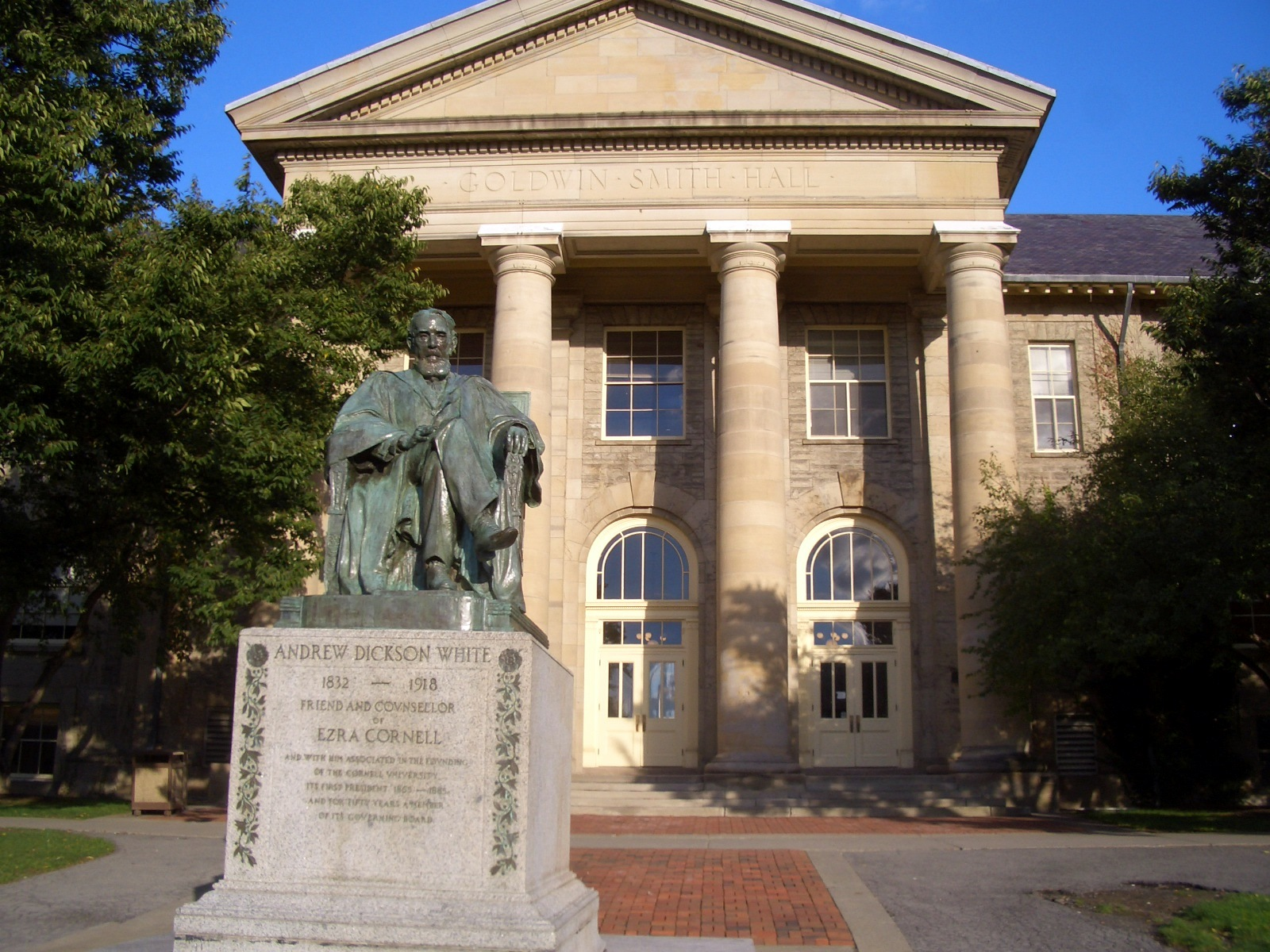
Корнеллский университет, в котором учился Кингсли

Сидни Кингсли родился 22 октября 1906 годы в Нью-Йорке. Учился в Корнеллском университете. В годы учёбы начал писать пьесы для студенческого драмкружка.
В качестве актёра присоединился к театральному коллективу Group Theatre, одним из основателей которого был Ли Стратсберг.

## Творческая деятельность
В 1933 году Кингсли написал свою самую известную пьесу «Люди в белом», за которую был удостоен Пулитцеровской премии. Она широко освещала профессиональную деятельность врачей, в том числе моральную сторону проведения абортов. Пьеса вызвала широкий резонанс в обществе и получила хорошие отзывы критики. Была поставлена на Бродвее и с успехом шла почти год. Режиссёры, после такого приёма спектакля у зрителей, определили дальнейшую линию развития театра — описание повседневной жизни современников.
В 1934 году Ричард Болеславский перенёс пьесу на большой экран. Главные роли сыграли Кларк Гейбл и Мирна Лой.
В 1935 году Сидни Кингсли написал драму «Тупик». Она была поставлена в театре Беласко, где шла более двух лет, выдержав 687 представлений. Это рассказ о том, как солидный гангстер Мартин «Детское личико» возвращается в родной город после десяти лет отсутствия. Он осуществил детскую мечту — вырвался из бедности, но только в родном краю ему теперь никто не рад.
В 1937 произведение экранизировал Уильям Уайлер. В роли гангстера-головореза снялся Хэмфри Богарт.
За это время Кингсли успел поставить на Бродвее следующую пьесу — «Десять миллионов призраков».
В 1939 году Сидни Кингсли на основе новеллы Милен Бранд написал драму «Мир, который мы создаём», которую также увидели посетители бродвейских театров.
В 1942 году Кингсли закончил работу над пьесой «Патриоты», по которой впоследствии будут сняты сразу несколько телевизионных фильмов. А 29 января 1943 года состоялась премьера театральной постановки. В ней была задействована и жена драматурга, актриса Мэдж Эванс. Для неё это была последняя роль в театре.
1949 год ознаменовался для драматурга успехом его «Детективной истории». Она настолько полюбилась зрителю, что шла в течение двух лет в различных театрах Нью-Йорка. За её экранизацию вновь взялся Уильям Уайлер. Роль крутого полицейского он отдал Кирку Дугласу.
Кроме этого, Сидни Кингсли известен своими пьесами «Темнота в полдень», «Лунатики и любовники»  и «Ночная жизнь».

## Личная жизнь
Сидни Кингсли женился 25 июля 1939 года на актрисе Мэдж Эванс. Они приобрели участок земли в Нью-Джерси и прожили там вместе почти сорок два года, до самой смерти Мэдж в 1981 году.

## Сценарист
- Люди в белом (1934)
- Тупик (1937)
- Возвращение домой (1948)
- Детективная история (1951)
- Патриоты (ТВ) (1963)
- Патриоты (ТВ) (1976)

## Награды
- Пулитцеровская премия 1934 года в номинации Лучшая драма за пьесу «Люди в белом».